# Halina Biernacka
Halina Julia Biernacka Smolenski  (Zakopane, Polônia, 24 de agosto de 1914 – São Paulo, Brasil, 2005), mais conhecida como Dona Halina, foi uma bailarina polonesa, nascida em 1914 e radicada no Brasil.
No Brasil, dedicou-se ao ensino do Balet Clássico, método Vaganova, e formou diversas bailarinas e bailarinos profissionais atuantes no Brasil e exterior.
Uma de suas alunas mais famosas foi Cecília Kerche, que veio se tornar primeira bailarina do Teatro Municipal do Rio de Janeiro.